# جان ون ایسین
جان ون ایسین (انگلیسی: John Van Eyssen؛ ‏ ۱۹ مارس ۱۹۲۲ – ۱۳ نوامبر ۱۹۹۵) بازیگر اهل آفریقای جنوبی بود.
وی در سال ۱۹۶۱ بازیگری را کنار گذاشت و وکیل ادبی و مدیر برنامه‌های نویسندگان و هنرمندان شد. از موکلین وی می‌توان به فرانکو زفیرلی، تنسی ویلیامز و آرتور میلر اشاره کرد.
از فیلم‌هایی که وی در آن‌ها نقش داشته‌است، می‌توان به خروج، مجرم، یک راسو برای خانم، من خوبم جک، دراکولا، خائن و قتل در کلیسا اشاره نمود.